# Patrik Godin
Patrik Godin, född 1971, är en svensk författare. 
Han debuterade 2013 med romanen Gimokrönikan för vilken han nominerades till Katapultpriset. I Svenska Dagbladet beskrevs den som "en imponerande debutroman" där det "med enkla medel förmedlas en sorgesång över brukssamhällets undergång". 2016 utkom romanen Recept för martyrer.

## Priser
- Albert Bonniers Stipendiefond för Yngre och Nyare författare – 2014